# 六龍が飛ぶ
『六龍が飛ぶ』（ろくりゅうがとぶ、ハングル：육룡이 나르샤）は、2015年10月5日から2016年3月22日まで、韓国・SBSの月火ドラマ枠（毎週月・火曜日22:00-23:10）で放送されたテレビドラマ。全50回。
腐敗した高麗を倒し、新たな理想国家を建てるため立ち上がった6人の英雄＝“六龍”の活躍を、息もつかせぬアクションやエンターテインメント感満載で描く。六龍とは、李氏朝鮮第4代王世宗が1447年に刊行させた朝鮮王朝建国の偉業を称え、初めてハングルで書かれた歌集「竜飛御天歌」第1章の最初の節に由来する。
2011年に放映されたドラマ『根の深い木』と世界観が続く。ただ、『根の深い木』が時代的に後代であるにもかかわらず、放映は先にした作品なので設定誤差が若干ある。

## あらすじ
高麗末期の14世紀。辺境の咸州を治める名将イ・ソンゲの五男として生まれたイ・バンウォンは、早く戦に出て父のように強い男になりたいと願っている。ところが、王命を受けて上京したイ・ソンゲは悪徳官僚のイ・インギョムに思わぬ弱点を突かれ、政界進出を辞退。バンウォンは父が大悪党の圧力に屈した姿を見て、失望と悲嘆に暮れる。
そんな中、成均館の官吏チョン・ドジョンは民衆の前でイ・インギョム率いる都堂三人衆の企みを暴き、明との戦を阻止。チョン・ドジョンは流刑に処されるが、彼の姿に感銘を受けたバンウォンは成均館に入学する。
時は流れ6年後、バンウォンは仲間も目標も失い、悪がのさばる都での暮らしに疲弊していた。そんな折、一人の男が都堂三人衆の一人を斬り殺す現場を目撃したバンウォンは、男の後をつけて洞窟にたどり着き、見慣れぬ地図を発見。「新たな国を建設する」という前代未聞の志を持つ者がいることを知って驚愕する。その立案者こそ、バンウォンが心の師匠と仰ぐチョン・ドジョンだった。
チョン・ドジョンを探し始めたバンウォンは、腐敗した高麗を終わらせるべく武術を極めたタンセ、重税に苦しむ村人を救おうとするプニ、剣士として立身出世を目指すムヒュルと出会う。彼らはチョン・ドジョンの暗号と運命に導かれ、イ・ソンゲのいる咸州に集結する。やがて6人は、都堂三人衆を打倒し新国家を築くという目標に向かう。

## キャスト
- チョン・ドジョン：キム・ミョンミン

高麗末期から朝鮮王朝初期の文官。儒学者。号は「三峰（サンボン）」。「六龍」の一人。
- イ・バンウォン：ユ・アイン／少年期：ナム・ダルム

イ・ソンゲの五男。のちの朝鮮王朝第三代王、太宗。「六龍」の一人。
- イ・ソンゲ：チョン・ホジン

李氏朝鮮の創始者。「六龍」。
- プニ：シン・セギョン／少女期：イ・レ／老年期：ユン・ユソン

イ・バンジの妹。「六龍」。仮想の人物だが作家たちが当時の歴史に記録されなかった民を代表する人物に設定したキャラクターだ。
- タンセ／イ・バンジ：ピョン・ヨハン／少年期：ユン・チャンヨン

ブニの兄、チョン・ドジョンの護衛。闇の剣士「カササギ毒蛇」を名乗るが、本物の毒蛇は別にいた。「六龍」。
- ムヒュル：ユン・ギュンサン／少年期：ペク・スンファン

祖母と弟妹を養う長身の剣士。「カササギ毒蛇」を探し、勝負したいと考えている。「六龍」。
- チョ・ヨンギュ：ミン・ソンウク

イ・バンウォンの従者。思ったことをすぐ口に出す。親しみやすい性格。
- カップン：イ・チョヒ／少女期：クァク・ジヘ

タンセの友人、歌手。
- ホン師匠：イ・ジュニョク

ムヒュルの師。キル兄弟を育てたが、剣の型が恰好悪いと言われ絶縁されてしまう。
- ヨニ：チョン・ユミ／少女期：パク・シウン

花事団（遊郭）で働きながらチョン・ドジョンに協力する。
- チョンニョン和尚：ハン・サンジン

諜報機関「批国寺（ピグクサ）」の頭。間者は僧兵。
- チョ・ヨン：ユン・ソナ

同じく諜報機関「花事団（ファサダン）」の頭。間者は芸妓。
- 李芳雨（イ・バンウ）：イ・スンヒョ

イ・ソンゲの長男。自分が王になったら高麗に再び譲位すると言い張る。真面目な性格。
- 李芳幹（イ・バンガン）：カン・シンヒョ

イ・ソンゲの四男。バンウォンとの闘いに負け、流罪になる。
- 宜安大君（イ・バンソク）：チョン・ユンソク

イ・ソンゲの八男。世子（次期王）に指名される。
- キル・テミ：パク・ヒョックォン（二役）

双子の弟。「高麗一の剣士」と呼ばれている。化粧をし、花事団の芸妓や自身の妻子に対しても女言葉で話す。
「都堂（トダン）三人衆」と称する高官の一人。一人で数十人の剣士を倒せる。
- キル・ソンミ：パク・ヒョックォン（二役）

双子の兄。弟と違い、普通の恰好をした常識人。在野の剣士だが、実力はキル・テミに準ずる。
- ホン・インバン：チョン・ノミン

「都堂三人衆」の一人。キル・テミに引き立てられ、名目上の地位は下だが、実権は上回る。
- イ・インギョム：チェ・ジョンウォン

「都堂三人衆」の頭。「閣下（ハッパ）」と呼ばれる最高権力者。
- ハ・リュン：チョ・ヒボン

在野の学者。妻子の居ない「閣下」の親戚であり、一人で葬式を出す。号は「浩亭（ホジョン）」。
- 王瑤（ワン・ヨ）：イ・ドヨプ

高麗最後の王（恭譲王）。
- ユルラン：ハン・イェリ

本物の「カササギ毒蛇」。恭譲王を守る女剣士。

## 日本での放送
日本では、BSフジで2017年（平成29年）2月14日から12月31日までの毎週月～木曜日14:59-16:00に日本語吹替で全65話構成で放送された。BS-TBSで2020年（令和2年）11月11日から2021年（令和3年）2月12日までの毎週月～金曜日13:00～13:55に日本語吹替で全65話構成で放送された。
吹替キャスト
- イ・バンウォン：石田彰
- チョン・ドジョン：星野貴紀
- プニ：寿美菜子
- タンセ/イ・バンジ：濱野大輝
- ムヒュル：増田俊樹
- ヨニ：森なな子
- イ・ソンゲ：津田英三